# Часовое дело в России
Часовое дело в России — производство и обслуживание часов в русских княжествах и республиках, Московском царстве, Российской империи, СССР и РФ. Отрасль зародилась в XV веке и постепенно развивалась. Параллельно с производством отечественных часовых механизмов в страну импортировались иностранные изделия и детали для сборки часов.

## История

### В допетровской России
Первое известное свидетельство о появлении часов на Руси относится к 1404 году, когда афонский монах Лазарь Серб установил в Москве на башне дворца великого князя Василия Дмитриевича часы с боем. В летописях об установке часов в Кремле писали:
Сей часник наречется часомерье, на всякий час ударяет молотом в колокол, размеряя и рассчитывая часы ночные и дневные, и не бо человек ударяше, но человековидно, самозвонно и самодвижно, страннолепно некако створено есть человеческой хитростью преизмечтано и преухищрено
Вторые известные башенные часы были установлены в 1436 году в Новгороде; в 1476 году они появились и во Пскове. Затем часы стали появляться в монастырях: так, в 1535 году в Хутынском монастыре была построена Григорьевская церковь «с колокольницей и часами в одном месте», а в 1539-м мастер Семён изготовил башенные часы для Соловецкого монастыря (их механизм ныне хранится в музее в Коломенском). Некоторые из часов XV—XVI вв. могли иметь счёт неравных 12 дневных и 12 ночных часов, для чего их требовалось регулярно перенастраивать в соответствии с длительностью светового дня; другие показывали равные часы, но не от полуночи до полудня, а от рассвета до заката (циферблат в таком случае размечался до 17, соответственно максимальной длительности дня в средних широтах).
В 1585 году мастера-«часовники» числились на службе при трёх воротных башнях Московского кремля — Спасской (см. Старые Кремлёвские куранты), Тайницкой и Троицкой. Часы на них переделывались несколько раз такими мастерами, как Никифор Никитин, Кирилл Самойлов, Андрей Данилов, а также шотландец Христофор Галовей. Имелись также часы на зданиях царского дворца; «домовые часы» заказал себе в 1654 году патриарх Никон. Многие из этих механизмов отбивали как целые часы, так и четверти часа.
По сведениям Павла Алеппского, к середине XVII века свои часы имелись во всех более или менее значительных монастырях «Новгорода, Малой России и Московской земли», включая, например, звенигородский Саввин, валдайский Иверский и киевский Печерский. Около 1666 года тихвинец Пётр Печёнкин устроил часы на колокольне тамошнего Введенского монастыря; есть сведения и о других русских мастерах.
В XVII веке обзаводились часами и значимые провинциальные города: Коломна, Архангельск, Вологда, Тверь, Великий Устюг, и даже такие удалённые, как Тобольск, Красноярск и Енисейск. Культура производства и обслуживания башенных часов в стране достаточно окрепла, часы не были экзотикой. Так, в любовных письмах тотемского подьячего Арефы Малевинского к дьяконской сестре Анне Федотовой, датированных 1686 годом, используются указания времени: «повидайся, друг моя [...] как ударит полтретья часа ночи», «в бане проспал, ровно час дни ударил»; известно, что к этому времени башенные часы имелись на колокольне городского острога и в Спасо-Суморином монастыре. В документах XVII века сохранилось множество имён мастеров, занимавшихся изготовлением и ремонтом часов — как башенных, так и настольных и даже карманных («зепных»). Приезжали в Россию и иностранные специалисты.
Опись имущества Василия Голицына, фаворита правительницы Софьи Алексеевны, гласит, что после ареста у него нашли «много часов боевых (с боем) и столовых в корпусах черепаховых, оклеенных китовым усом, кожею красною; немчин на коне, а в лошади часы». В Музеях Московского Кремля хранятся карманные часы патриарха Филарета.
- Часы «Вакх» (Аугсбург, XVI век). Предположительно были подарены Ивану Грозному (Оружейная палата)
- Карманные часы XVII века в экспозиции Патриаршего дворца (Кремль). № 1 — принадлежали патриарху Филарету.

### Российская империя

#### XVIII век
Преобразования Петра Великого увеличили потребность России в часах и часовых мастерах. Механик А. К. Нартов в своей мастерской изготовил станок для нарезания зубчатых колёс, сам подготовил несколько учеников, способных изготавливать часы. В первой половине XVIII века подготовка часовщиков обычно была индивидуальной — от отца к сыну или от мастера к ученику, но позже в Москве и Санкт-Петербурге принимались более систематические меры: так, в 1773—1783 годах немец (или швед) Петер Нордштейн руководил часовым классом в Академии художеств.
В течение всего столетия в городах (особенно в Петербурге) и монастырях продолжали устанавливаться башенные часы как иностранного, так и местного производства. Кроме того, часами стали обзаводиться промышленные предприятия, а уральские заводы к середине XVIII века освоили производство башенных и настольных часов. Однако распространение часов ещё не было повсеместным и постоянным: так, в Саратове при пожаре 1757 года сгорели единственные городские часы, а новые были изготовлены лишь через четыре года.
В этот же период в среде дворянства и купечества начали распространяться часы индивидуального пользования, ранее принадлежавшие только высшей элите. По данным Коммерц-коллегии, только с 1759 по 1762 годы в Россию было импортировано около 500 часов на сумму 14,1 тыс. рублей. Желая удовлетворить растущую потребность, правительство Екатерины II одобрило инициативу Григория Орлова и в 1764 году учредило фабрики (мануфактуры) карманных и настенных часов в Москве и Петербурге. Руководить ими были приглашены иностранные мастера, которые обязывались на полученные из казны ссуды оборудовать производство и обучить работников — солдатских детей из гарнизонных школ. Московская фабрика закрылась уже в 1778 году, по истечении срока прикрепления учеников: из-за многочисленных трудностей её руководителю французу Марку Фази не удалось добиться рентабельности и вернуть ссуду. Бывшие ученики получили свидетельства о полученном образовании и отпущены на свободное житьё с обязательством и дальше заниматься часовым делом. Петербургская мануфактура, которой управляли женевцы Иосиф Басилье, Абрагам Сандо и Роберт Журине, проработала несколько дольше, но к 1780-м годам тоже пришла в упадок. На ней, как и на московской, выпускались в основном дорогие карманные часы в золотых и серебряных корпусах. В 1784 году собственную фабрику в местечке Дубравна Могилёвской губернии устроил князь Г. А. Потёмкин, пригласив руководить ею Петра Нордштейна. После его смерти фабрика была выкуплена в казну и в 1795 году перевезена в подмосковное село Купавну. В 1796 году она выпустила 110 штук карманных часов по цене от 50 до 200 рублей, а также одни башенные и шесть комнатных. За 1802 год выпуск составил 66 карманных и 9 комнатных часов, а также отдельные корпуса, запчасти и принадлежности, всего на 14,4 тыс. рублей. Купавинская фабрика проработала, по разным данным, до 1804 или до 1812 года. На всех этих предприятиях применялось разделение труда, однако производство оставалось по существу единичным: годовой выпуск на каждом обычно не превышал нескольких десятков штук готовых часов.
Кроме фабрик, в XVIII веке существовало и много мелких частных мастерских. Так, в Москве в 1750-х годах работал мастер Лобков, в Нижнем Новгороде в 1760-х — Иван Кулибин, во Ржеве — Терентий Волосков, в Твери — Лев Сабакин. Некоторые из них создавали не просто часы собственной конструкции, а сложные автоматические механизмы.
Императрицам Екатерине I, Елизавете Петровне и Екатерине Великой из Англии и Франции привозили маятниковые и карманные часы от лучших мастеров эпохи. Знаменитые часы «Павлин», хранящиеся в Эрмитаже, были сделаны в 1772 году англичанином Джеймсом Коксом и куплены Екатериной Великой.
На протяжении всего XVIII века часовое искусство развивалось и было чрезвычайно востребовано. Хронометрами оснащали некоторые корабли морского флота; большое количество часов и других точных приборов использовалось Сенатом в картографических работах; Академия наук принимала на работу государственных часовщиков, чтобы сподвигнуть их на исследование.

#### XIX век
В первой половине XIX века в Петербурге открылась часовая школа. Также в страну из-за наполеоновских нашествий хлынуло большое число эмигрантов. Благодаря двум этим обстоятельствам число часовщиков увеличилось.
Значителен был и импорт европейских моделей. Поскольку качественные и сложные механизмы в России весьма ценились, лучшие европейские мастера присылали свои изделия. Среди работавших на русский рынок часовщиков были Авраам-Луи Бреге, Луи Одемар, Павел Буре. Большим спросом пользовались швейцарские часы Tissot, Moser & Co, Bovet & Fol, Courvoisier & Cie. Из Германии привозили маятниковые часы A. Lange & Söhne. Многие швейцарские мануфактуры либо отправляли в Россию своих уполномоченных, либо открывали здесь свои филиалы.
Особую известность получили русские часовые механики Л. И. Нечаев и И. Мезгин. Ещё в XVIII веке в Москве на Мясницкой появился «Часовой двор». Там и в дальнейшем открывались часовые мастерские, в том числе братьев Николая и Ивана Бутеноп, которые в середине XIX века реставрировали часы Спасской башни. Особенно известны были мастерские на Тверской улице И. П. Носова и Д. И. Толстого.
До начала Первой мировой войны русский рынок (дворяне и купцы) являлся значительным источником доходов для всей европейской часовой индустрии. Русские мастера были также настолько успешны, что европейцы заимствовали их идеи, как в случае фирмы «Cartier», которая восприняла у «Фаберже» покрытие эмалью для ювелирных изделий.
В 1900 году в Санкт-Петербурге было открыто механико-оптическое и часовое учебное заведение, которым руководил профессор Н. Б. Завадский. На его базе в 1922 году был организован техникум.
В 1912 году на трамвайных остановках в Москве было установлено 138 вторичных электрочасов немецкой фирмы «Сименс и Гальске», которые шли от сигналов первичных часов в здании Городской Думы.

##### Марки
- Павел Буре
- «Фаберже»
- «Генри Мозер»
- «Генрих Канъ»
- «В. Габю»
- «Дюбуа и К°»
- «Лангендорф Ватч и К°»

- Часы карманные. Принадлежали адъютанту Ф. В. Ростопчина поручику Василию Андреевичу Обрескову (1782-1834). Лондон, начало XIX века, мастер Эдвард II Элликотт. Алмаз, золото, металл, фарфор, стекло; штамп, выпиловка, гравировка. По преданию и по этим часам Обрезков отдал приказ начать жечь Москву согласно приказу Ростопчина до подхода французов
- Миниатюра для циферблата с портретом императора Александра II и его супруги. Швейцария
- Карманные часы. «Павел Буре», Швейцария. Ок. 1905
- Часы настольные. «Фаберже», 1901 мастер Ю. Раппопорт. Серебро, малахит.
- Часы. «Фаберже», мастер Г. Вигстрем. Серебро, позолота, стекло, кость, эмаль, резба
- Часы Владимира Ленина. Фирма «Г. Мозер и Ко». № 225590. Швейцарская сборка в России (1900-е гг.). Серебро.

### В СССР
Революция, по выражению европейского историка часового дела, «ознаменовала конец культуры высокого часового искусства в России».
В начале 1920-х годов русское часовое производство охватывало около 155 предприятий, в том числе государственная часовая фабрика «Новь», фабрика стенных часов «Шарапов», и мастерские по сборке старинной знаменитой фирмы «Павел Буре». Сохранилась и центральная мастерская по ремонту часов Moser. Параллельно существовало и множество небольших мастерских.
В 1927 году советское правительство издало декрет о создании национальной часовой промышленности. Предусматривалось учреждение в Москве 1-й и 2-й государственных часовых фабрик. Их годовой объём производства, согласно документу, должен был составлять 500 тыс. карманных часов и столько же больших маятников. Производственные технологии следовало заимствовать у швейцарцев и американцев.
В 1930-40-х годах часовое дело действительно развивалось, и объём производства карманных, наручных, настольных часов и будильников вырос до нескольких миллионов.
Это производство, разумеется, было практически полностью остановлено в годы Великой Отечественной войны. После 1945 года началось возрождение отрасли, ставшее новым этапом в развитии часовых фабрик и НИИ.
К концу 1980-х годов совокупное производство часовых изделий в СССР превысило 74 миллиона штук.
- Карманные часы «Молния»
- «Полёт»: «Штурманские» (часы Юрия Гагарина)
- «ЗИМ»: «Победа» (1985)
- «Слава»

#### Марки
- «Амфибия»
- «Командирские»
- «Молния»
- «Победа»
- «Полёт»
- «Ракета»
- «Слава»
- «Чайка»
- «Заря»
- «Zaritron»
- «ЗиМ»

электронные часы:
- «Электроника 12-41А», «Электроника 13», «Электроника 7», «Электроника 7-06», «Электроника 7-06К-07»

#### Заводы
В Советском Союзе в 1980-е массовое производство часов для персонального использования (бытовых) было организовано на заводах:
- Саратовский завод «Рефлектор» — часы марки «Электроника»
- Первый Московский часовой завод — часы марки «Полёт», в экспортном исполнении — «Sekonda»
- Второй Московский часовой завод — часы марки «Слава»
- Владимирский завод точного машиностроения — часы марки «Весна»
- Ереванский часовой завод — часы марки «Севани»
- Ереванский завод художественных часов — часы марки «Наири»
- Завод имени Масленникова — часы марки «Победа», «ЗиМ»
- Минский часовой завод — часы марки «Луч»
- Орловский часовой завод — часы марки «Янтарь»
- Пензенский часовой завод — часы марки «Заря»
- Петродворцовый часовой завод — часы марки «Ракета», в экспортном исполнении — « Cardinal»
- Ростовский часовой завод — часы марки «Витязь»
- Сердобский часовой завод — часы марки «Маяк»
- Угличский часовой завод — часы марки «Чайка»
- Челябинский часовой завод — часы марки «Молния»
- Чистопольский часовой завод — часы марки «Восток», Командирские, Амфибия
- Златоустовский часовой завод — марка «Агат»: секундомеры, часы водолазные.

### Российская Федерация
В настоящее время производством часов занимаются Петродворцовый часовой завод «Ракета», Челябинский часовой завод «Молния», Чистопольский часовой завод «Восток», Златоустовский часовой завод, мануфактура «Константин Чайкин», ТД «Слава», Часовой дом «Полёт», «Верный ход», ТД «Заря» и ещё целый ряд компаний, занимающихся сборкой часов отечественных брендов из импортных комплектующих.
В 2014 году была создана Национальная ассоциация часовщиков, включающая большинство перечисленных выше производителей и призванная защищать их интересы.
После падения курса рубля и роста туристического потока часы российского производства и восстановленные советские часы стали популярным сувениром у иностранных туристов, а также являются типичным экспортным товаром на площадке Ebay.

## Производство по типам

### Механические часы
Во время СССР выпуск механических часов был организован на 13 заводах:
- Саратовский завод «Рефлектор» — часы марки «Электроника».
- 1-й Московский часовой завод — часы марки «Полёт».
- 2-й Московский часовой завод — часы марки «Слава». Выпускал ранее часы марок «Салют», «Эра», «Победа».
- Ереванский часовой завод — часы марки «Севани».
- Ереванский завод художественных часов — часы марки «Наири».
- Минский часовой завод — часы марки «Луч».
- Орловский часовой завод — часы марки «Янтарь».
- Пензенский часовой завод — часы марки «Заря». До 1965 года выпускались часы марок: «ЗиФ» (позже переименованные в «Звезда» и «Победа»), «Аврора», «Сура», «Весна», «Мечта».
- Петродворцовый часовой завод — часы марок «Ракета», «Свет». С 1949 года по 1961 год выпускал наручные часы марок «Победа», «Звезда».
- Сердобский часовой завод «Маяк» — часы марки «Маяк». В настоящее время завод не функционирует. На территории завода находится торговый центр «Маяк».
- Угличский часовой завод «Чайка» — часы марки «Чайка». С весны 2006 года завод приостановил массовое производство часов.
- Челябинский часовой завод «Молния» — часы марки «Молния».
- Чистопольский часовой завод «Восток» — до 1969 года выпускал часы марок: «Победа», «Восток», «Мир», «Волна», «Кама», «Сатурн», «Космос», «Командирские», «Амфибия». С 1969 года все часы завода выпускаются под одной маркой «Восток».
- Завод имени Масленникова — часы марки «Победа», «ЗиМ».

### Настенные часы
- «Электроника 7» — Выпускались настенные часы для помещений и улицы заводом Рефлектор. На данный момент производство продолжает существовать под торговой маркой «Электроника 7».[17]

### Настольные часы
- «Электроника 2» — часы-будильник
- «Электроника 6.15М» — часы настольные с будильником в корпусе из ДСП со шпоном из ценных пород дерева. Задняя стенка и светофильтр пластмассовые. Часы выполнены на трёх микросхемах: К176ИЕ18, К176ИЕ13, К176ИД3. Индикатор ИВЛ1-7/5. Трансформатор питания Т19-220-50. Цена на момент выпуска 45 рублей. Многие экземпляры отмечены Государственным Знаком качества СССР.
- «Электроника 7» — Настольные часы на вакуумно-катодо-люминесцентных индикаторах (ВКЛИ). Производились заводом Рефлектор.
- «Электроника 8» — часы настольные, встраиваемые в кухонный гарнитур.
- «Электроника 12-41А» — часы на микросхеме К1016ХЛ1 с индикатором ИВЛ2-7/5, производства РЗПП, цена на момент выпуска 23 рубля.
- «Электроника 13» — часы настольные на вакуумных люминесцентных индикаторах, использованы микросхемы 176 серии, 1988 год, цена 35 рублей.
- «Электроника ННБ 49-60-057»-настольная лампа с электронными часами и будильником. Цена-45 рублей.
- «Электроника Б1-22» — часы автомобильные
- «Электроника ЗАП 01ЭЧ» — аналогично, с полупрозрачным зеркалом, через которое в правом верхнем углу виден индикатор. Микросхема КР145ИК1901, индикатор ИВЛ2-7/5. Имеется преобразователь напряжения, позволяющий питать часы от любого источника напряжением 12 В.
- «Электроника Б6-403» — часы настольные
- «Электроника 22-01» — часы настольные
- «Электроника 4.13» — часы настольные с будильником на микросхеме КР145ИК1901 и четырёхразрядном вакуумно-люминесцентном индикаторе ИВЛ1-7/5 в деревянном корпусе. Цена на момент выпуска — 50 рублей.
- «Elektronika 2-11A» — настольные часы с будильником и подсветкой, прямоугольный корпус (83 х 55 мм) из серой пластмассы, все надписи на корпусе на английском языке.

Основной причиной неисправности часов «Электроника» с сетевым питанием является высыхание электролитического конденсатора фильтра после двадцати и более лет работы. Реставрация производится его заменой, с соблюдением правил техники безопасности.

### Наручные часы
Серия была открыта в 1973 году.
- «Электроника 1»

#### Серия «Электроника 5»
Объединяла часы с маркировкой «Электроника 5-ххх» (старое обозначение) и «Электроника 5-ххххх» (новое обозначение).
Все часы производились на мощностях минского НПО «Интеграл» (заводы «Электроника» и «Камертон»). Наиболее известные модели часов: Электроника 5-202, 5-203, 5-204, 5-206, 5-207, 5-208, 5-209, 5-29367. Развитием серии Электроника 5 стала серия Электроника 5x (51,52,53,54,55,57 и т. д.)
В большинстве часов серии 5х присутствует функция ручной цифровой настройки хода (ЦНХ), которая отсутствует в большинстве зарубежных аналогов (точнее, вообще во всех). В интерфейсе часов предусмотрено специальное меню, в котором можно указать поправку, добавляемую (или вычитаемую) к текущему времени за сутки. Вычисление значения поправки пользователь часов осуществляет самостоятельно, сравнивая показания часов, например, с сигналом точного времени, передаваемым по радио, дважды через длительный промежуток времени (10 дней). Режим поправки включается при удержании в нажатом состоянии более трёх секунд кнопки выбора функции установки времени. ЦНХ также имеется в моделях 5-29361, 5-29366, 5-29368 предыдущей серии.
Выпуск наручных часов «Электроника» прекращён в 2012 г.

### Промышленные часы
Электроника 7 — промышленные часы с люминесцентными индикаторами, где каждая цифра формировалась четырьмя или одиннадцатью 7-сегментными лампами (для увеличения размера получаемых цифр). Для каждого из четырёх индикаторов имелась плата дешифрации двоичного кода, который поступал с основной платы, в коды люминесцентных индикаторов. Были модели и на светодиодной индикации.
Все уличные и настенные часы производились на базе саратовского завода «Рефлектор» и до сих пор используются во многих административно-хозяйственных и промышленных помещениях на территории России. Часы производились на базе вакуумно-люминесцентных индикаторов (ВЛИ) собственного изготовления (в мире было всего 5 заводов, производивших ВЛИ).
Часы «Электроника 7» выпускались в различных модификациях (Электроника 7-06М, 7-06К, 7-34, 7-35)
Данные модели различались между собой высотой символа (в основном были 78 мм и 140 мм.),
количеством разрядов (часы, минуты, секунды), цветом индикации (зелёный или красный), наличием температурного датчика, возможностью коррекции хода от радиотрансляционной сети, типом индикации (люминесцентная или светодиодная).
В настоящее время предприятие, созданное на основе часового производства завода «Рефлектор», продолжает производить электронные часы, хотя выпускает их уже под другой торговой маркой.